# Europa Unida
Europa Unida fou un partit polític europeu que tenia com a objectiu aconseguir una Unió Europea més fort i responsable i especialment una Comissió Europea democràticament elegida, un Consell Europeu més transparent i un Parlament Europeu més fort, representatiu i eficaç. Forma part del Partit Federalista Europeu, creat el 6 de novembre de 2011 a París.
Europa Unida es va fundar com a organització proeuropea el 2005 pel polític finès Aki Paasovaara, establert a Dinamarca, poc després que França i els Països Baixos votessin en contra el Tractat pel qual s'establix una Constitució per a Europa. El partit va créixer ràpid gràcies al compromís dels seus membres a través d'una xarxa social privada en línia. El setembre de 2005 Europa Unida es va registrar oficialment com a associació política a Dinamarca. La primera convenció es va organitzar el maig de 2006 a la llavors seu oficial de l'organització a Copenhaguen (Dinamarca). Després de la convenció de Copenhaguen, es va produir la primera elecció per escollir els membres interns de l'organització. Tomas Ruta va aconseguir la majoria de vots dels trenta candidats.
Europa Unida va presentar cinc candidats a les eleccions al Parlament Europeu de 2009, però no va aconseguir representació.